# Pappa al pomodoro
La pappa col pomodoro è un piatto popolare della cucina toscana.

## Descrizione
L'origine contadina di questo primo piatto è testimoniata dai suoi ingredienti: pane casalingo toscano (non salato) raffermo, pomodori, brodo vegetale, spicchi d'aglio, basilico, olio di oliva extravergine toscano, sale e pepe.

## Citazioni
La pappa col pomodoro fu conosciuta fuori dalla Toscana per la prima volta nel 1907, perché presente al centro di una delle più celebri pagine de Il giornalino di Gian Burrasca dello scrittore fiorentino Vamba.
Inoltre nel 1965, in occasione della trasposizione televisiva di questo libro, una giovane Rita Pavone cantò la celebre canzone Viva la pappa col pomodoro scritta da Lina Wertmüller (regista dello sceneggiato) e musicata da Nino Rota, facente parte della colonna sonora dello sceneggiato.